# Mansión de Vestiena
La Mansión de Vestiena (en letón: Vestienas muižas pils) es una casa señorial en la región histórica de Vidzeme, en el norte de Letonia.

## Historia
La Mansión de Vestiena fue mencionada por primera vez en registros históricos en 1452 bajo el nombre de Mansión de la fortificación de Heinrich Tolka. El Arzobispado de Riga poseyó el territorio con tres mansiones vecinas —Vestiena, Tolka y Deven— entre los siglos XIV y XVI. El vasallo de los Arzobispos de Riga E. Tīzenhauzen fue el administrador de la Mansión de Vestiena desde 1452. La familia Tīzenhauzens reinó durante los siguientes 168 años. Fueron los primeros de nueve familias nobles que poseyeron la mansión de Vestiena a lo largo de los años. El último particular propietario de la Mansión fue Aleksandrs Rušmanis, un ciudadano letón que la compró después de incendio de 1905 y la restauró parcialmente.

## Conversión de bastión militar a casa señorial
En el siglo XVIII la anterior fortificación rural (bastión) fue reemplazada por el complejo de la mansión de Vestiena, que no tenía ningún propósito militar. Los fosos del bastión fueron convertidos en pintorescos estanques. La casa principal fue de nuevo modernizada en la primera mitad del siglo XIX con adiciones y porche, que le dieron una apariencia de arquitectura clásica tardía. Después del incendio de 1905, la mansión fue de nuevo reconstruida. Desde la década de 1920 la mansión albergó una escuela de agricultura, y después una escuela de mecánica agrícola. Desde 1960 ha albergado la escuela primaria de Vestiena.